# Nhà thờ Thánh Phanxicô Xaviê ở Banská Bystrica
Nhà thờ Thánh Phanxicô Xaviê ở Banská Bystrica (tiếng Slovakia: Katedrála svätého Františka Xaverského v Banská Bystrica) là một nhà thờ lớn ở góc Quảng trường Khởi nghĩa Quốc gia Slovak và Phố Kapitulská ở thành phố Banská Bystrica, vùng Banská Bystrica, Slovakia. Vào ngày 18 tháng 5 năm 1955, nhà thờ được ghi danh vào Danh sách Di tích Trung ương.

## Lịch sử
Nhà thờ Thánh Phanxicô Xaviê ở Banská Bystrica được xây dựng trong khoảng thời gian 1709 - 1715. Lễ thánh hiến nhà thờ diễn ra vào ngày 24 tháng 9 năm 1715. Lúc bấy giờ, nhà thờ là một tòa nhà kiểu Baroque với một gian giữa và sáu nhà nguyện. Mặt tiền không có tháp.
Sau khi thành lập giáo phận Banská Bystrica, nhà thờ được thăng cấp thành nhà thờ chính tòa vào năm 1776. Không lâu sau, nhà thờ được xây dựng lại để mở rộng quy mô. Thánh đường có thêm một bàn thờ mới và mặt tiền nhà thờ cũng có thêm hai tháp vào năm 1844. Việc tái thiết nhà thờ kéo dài cho đến năm 1845.
Đến năm 1880, nhà thờ Thánh Phanxicô Xaviê được trùng tu. Các tháp liên kết với nhau bằng một lan can. Trong thập niên 1970, nội thất nhà thờ được tân trang và mặt tiền nhà thờ được sơn lại. Bên ngoài nhà thờ cũng được tân trang toàn diện vào năm 1999. Năm 2003, một hệ thống đường ống mới đã được lắp đặt bên trong nhà thờ.